# Österreichisch-Südpazifische Gesellschaft
Im Jahr 1996 wurde in Wien die Österreichisch-Südpazifische Gesellschaft (OSPG, Austrian South Pacific Society) als gemeinnütziger Verein mit dem Ziel gegründet, das Wissen um die Vielfalt der pazifischen Kulturen in Österreich zu verbreiten sowie kulturelle und gesellschaftliche Beziehungen zwischen Österreich und den Ländern des Südpazifiks durch einschlägige Aktivitäten zu fördern. Die Gesellschaft ist unparteilich, überkonfessionell und orientiert ihre inhaltliche Arbeit an wissenschaftlichen Standards. Die Gesellschaft wurde von Hermann Mückler, Raimund Pawlik und Ingfrid Schütz-Müller gegründet. Der Vorstand besteht aus zehn Mitgliedern, die sich alle zwei Jahre zur Wahl stellen. Die OSPG hat rund 100 ordentliche Mitglieder (Stand: 2006).

## Tätigkeit
Die Österreichisch-Südpazifische Gesellschaft hat ihren Sitz am Institut für Kultur- und Sozialanthropologie der Universität Wien. Die enge wissenschaftliche Zusammenarbeit mit der Ethnologie ist programmatischer Schwerpunkt der Tätigkeit und soll den historisch begründeten Ozeanien-Schwerpunkt der Wiener ethnologischen Forschung, der u. a. mit Namen wie Robert von Heine-Geldern und Hugo Bernatzik verbunden ist, unterstützen und ergänzen. Gleichwohl steht die Gesellschaft allen auch nichtwissenschaftlich Interessierten offen, da es Gründungsziel ist, grundsätzlich allen einschlägig Interessierten ein Forum zur Informationsgewinnung, Mitarbeit und zum Gedankenaustausch zu bieten. Die Namensgebung der Gesellschaft reflektiert die Tatsache, dass sich der überwiegende Teil der pazifischen Inseln südlich des Äquators befindet und dass es um eine Fokussierung auf die ozeanische Inselwelt mit ihren drei Großregionen Melanesien, Polynesien und Mikronesien geht. Gleichwohl sind die nördlich des Äquators liegenden Inselteile Mikronesiens sowie Hawaii inkludiert.
Veranstaltungen finden monatlich statt. Zu den Aktivitäten der Gesellschaft zählt eine rege Vortragstätigkeit, zu der aus dem In- und Ausland kompetente Fachleute eingeladen werden. Das sich am akademischen Semesterzyklus orientierende Programm der Österreichisch-Südpazifischen Gesellschaft beinhaltet darüber hinaus einmal jährlich die Organisation und Durchführung eines eintägigen Symposiums zu einem Schwerpunktthema (2005: „Migration im Pazifik“; 2006: „Im Spiegel der Anderen: Präsentation und Repräsentation von Ozeanien-Objekten in Museen“). Daneben gibt es die Möglichkeit informeller Zusammenkünfte.
Im Jahr 2002 war die Österreichisch-Südpazifische Gesellschaft federführend mitorganisierende Gesellschaft der 5. Konferenz der European Society for Oceanists (ESfO), die an der Universität Wien stattfand. Die Teilnahme an Ausstellungsgestaltungen, Tagungen und Filmvorführungen sowie die Organisation von Exkursionen und Stadtspaziergängen „Auf den Spuren der Südsee in Wien“ ergänzen die Angebotspalette der OSPG. Im Jahr 2006 wurde das zehnjährige Bestehen der Gesellschaft gefeiert, die Mitglied im Dachverband der Österreichisch-Ausländischen Gesellschaften (PaN, Partner aller Nationen) ist.

## Publikationsreihe
Novara – Beiträge zur Pazifik-Forschung
Die Österreichisch-Südpazifische Gesellschaft (OSPG) gibt eine Buchreihe heraus, die unter dem Namen „Novara-Beiträge zur Pazifikforschung“ (engl.: „Novara-Contributions to Research on the Pacific“) firmiert. Jedes Jahr erscheint ein Jahresband zu einem Schwerpunktthema, der den Mitgliedern der Gesellschaft als Leistung der Gesellschaft übermittelt wird und im Buchhandel sowie bei der OSPG erhältlich ist.
Novara – Beiträge zur Pazifik-Forschung ist eine Schriftenreihe, die es sich zum Ziel gesetzt hat, zu einem Schwerpunktthema unterschiedliche Beiträge, Aspekte und Betrachtungsweisen zu vereinen. Sie spiegelt dabei die inhaltlichen Themenschwerpunkte der Mitglieder bzw. der Arbeit der Österreichisch-Südpazifischen Gesellschaft wider, deren Sprachrohr und offizielles Organ diese Reihe ist. Darüber hinaus werden Wissenschaftler und Forschende eingeladen, Beiträge zur Verfügung zu stellen, die in der einen oder anderen Weise zur Erhellung ethnologischer, historischer, politischer bzw. generell kulturwissenschaftlicher Fragestellungen die Region Ozeanien und deren Menschen betreffend, beitragen können. Als Reihenherausgeber fungiert Hermann Mückler.
Novara Band 9 – Darum Ozeanien! 20 Jahre Österreichisch-Südpazifische Gesellschaft.
Elisabeth  Worliczek, Margit Wolfsberger, Igor Eberhard, Hannah Dittmer (Hg.innen). Bd. 9 – Novara, Beiträge zur Pazifik-Forschung. Reihenherausgeber: OSPG. Wien: Selbstverlag OSPG, 2017. ISBN 3-9500765-2-2
Novara Band 8 – Klimawandel im Pazifik
Margit Wolfsberger, Katharina Hobiger (Hrsg.), 2013, LIT Verlag, ISBN 978-3-643-50533-0
Novara Band 7 – Kathedrale der Kulturen. Repräsentation von Ozeanien in Kunst und Museum.
Igor Eberhard, Julia Gohm, Margit Wolfsberger (Hrsg.), 2008, LIT Verlag, ISBN 978-3-8258-1849-4
Novara Band 6 – Migration Happens. Reasons, Effects and Opportunities of Migration in the South Pacific
Katarina Ferro, Margot Wallner (Hrsg.), 2006, LIT Verlag, ISBN 3-8258-6998-9
Novara Band 5 – Prelude to Empire. Consuls, Missionary Kingdoms, and the Pre-Colonial South Seas Seen Trough the Life of William Thomas
Pritchard.
Andrew E. Robson, 2004, LIT Verlag, ISBN 3-8258-6999-7
Novara Band 4 – Gender and Power in the Pacific. Women’s Strategies in a World of Change.
Katarina Ferro, Margit Wolfsberger (Hrsg.), 2003, LIT Verlag, ISBN 3-8258-6710-2
Novara Band 3 – Politics of Indigeneity in the South Pacific. Recent Problems of Identity in Oceania
Erich Kolig, Hermann Mückler (Hrsg.), 2002, LIT Verlag, ISBN 3-8258-5915-0
Novara Band 2 – Österreicher im Pazifik II
Hermann Mückler (Hrsg.), 1999, Eigenverlag.
Novara Band 1 – Österreicher im Pazifik
Hermann Mückler (Hrsg.), 1998, Eigenverlag.
Pazifik Dossiers
Einer der Eckpunkte der Vereinsaktivitäten der OSPG ist von Anbeginn an die in regelmäßigen Abständen stattfindende Vortragsreihe. In den vergangenen zwanzig Jahren haben zahlreiche namhafte Vortragende zu den verschiedensten ozeanischen Themenbereichen, den Menschen sowie der dort vorherrschenden sprachlichen und kulturellen Vielfalt, gesprochen. Sie haben damit wesentlich dazu beigetragen, die OSPG zu einem Forum zu machen, in dem historische und aktuelle Bezugspunkte zu der Region ihren Platz finden. Manche Themen waren in ihren Inhalten komplex und boten eine Fülle an Daten und Querverweisen. Viele der Vorträge gaben Anregungen in die verschiedensten Richtungen und immer wieder wurden an den Vorstand der OSPG Anfragen herangetragen, ob es nicht möglich sei, den einen oder anderen Vortrag in schriftlicher Form erhalten zu können. Einfach, damit man die Inhalte mit nach Hause nehmen, in Ruhe noch einmal studieren kann, um sich dadurch leichter an die Schlüsselpunkte einer Präsentation zu erinnern.
Die Idee wurde aufgenommen und war somit der Grundgedanke hinter der Reihe der Pazifik Dossiers. Die Dossiers sollen in unregelmäßigen Abständen erscheinen und anlassorientiert alle die Themen aufgreifen, die einer Verbreiterung und Vertiefung bedürfen. So sollen alle jene Vorträge, die überdurchschnittlich und in irgendeiner Weise herausragend waren, in verschriftlichter Form als Dossier angeboten werden.
Die Reihe der Pazifik Dossiers wurde als Ergänzung zur Vortragsreihe Neueste Forschungen zu Ozeanien vor allem für Jungabsolventen gegründet, um diesen eine Publikationsmöglichkeit zu bieten. Ein anderer Gedanke war, neueste Forschungen zu Ozeanien, wie sie in der gleichnamigen Vortragsreihe, präsentiert wurden, möglichst zeitnah zu veröffentlichen. Seit dem ersten Dossier 2006 sind inzwischen insgesamt 12 erschienen. Einige der Dossiers sind inzwischen vergriffen. Wir bemühen uns aber darum, dass ihr Inhalt weiterhin zugänglich ist. Die OSPG arbeitet daran, diese erfolgreiche Publikationsreihe – die vor allem von den zeitlichen Ressourcen der Mitglieder und den finanziellen Ressourcen des Vereins abhängig ist – weiter fortzuführen.
Bisher erschienene Dossiers:
Dossier XIII – Lebenswelten protestantischer Missionarsfrauen in Ozeanien im 19. und frühen 20. Jahrhundert
Edeltraud Hruschka, 2015
Dossier XII – Keulen Ozeaniens. Blut, Prunk, Ritual. Keulen und ihre Rollen in den Gesellschaften Ozeaniens
Milène C. Rossi, 2015
Dossier X –100 Jahre Rabaul. Eine Betrachtung aus postgeschichtlicher Sicht.
Dieter Warncke, 2012
Dossier IX – Aspekte des Klimawandels im Pazifik
Elisabeth Worliczek und Wolfgang Kempf, 2010
Dossier VIII – Rund um James Cook
Lukas Hartmann und Jennifer Newell, 2010
Dossier VII – Frauenwelten Moderne Malerei aus Papua-Neuguinea.
Ausstellungskatalog
Sonderausgabe, 2009
Dossier VI – Sehnsucht: „Südsee“ Gedichte und mehr
Augusta Laar, Carina Nekolny, Sylvia Petter, Judith Pfeifer, Petra Sturm, 2008
Dossier V – Österreich und der pazifische Raum. Die Erforschung der Kulturen Ozeaniens und Australiens
Karl R. Wernhart, 2008
Dossier IV – Weaving A Basket Of Knowledge. My continent spanning health research projects linking Aotearoa/New Zealand and Austria
Christine Binder-Fritz, 2008
Dossier III – Der Moderne Künstler als „Rubbish Man“? Sozioökonomische Ungereimtheiten in Papua-Neuguinea
Erika Neuber, 2007
Dossier II – Aspekte der traditionellen Architektur Ozeaniens mit
Schwerpunkt Neukaledonien
Günter Zöhrer, 2007
Dossier I – Die Entwicklungszusammenarbeit zwischen der EU und dem
Unabhängigen Staat Samoa
Wolfgang Lichtl, 2006